# USAC National Championship
USAC National Championship – seria wyścigowa samochodów o otwartym nadwoziu w Stanach Zjednoczonych istniejąca latach 1956-1979.

## Początek
Do 1955 roku seria istniała pod nazwą AAA National Championship, jednak American Automobile Association będąca opiekunem tej i wielu innych serii zrezygnowała z organizowania zawodów po tragicznym wypadku w wyścigu 24h Le Mans. W tej sytuacji Tony Hulman, właściciel toru Indianapolis Motor Speedway, założył United States Automobile Club, który przejął zarządzanie nad tą i innymi seriami wyścigowymi.

## Upadek serii
W 1978 roku Dan Gurney wraz z Rogerem Penske, Patem Patrickiem i kilkoma innymi właścicielami zespołów startujących w tej serii stworzyli Championship Auto Racing Teams (CART), organizację mającą bronić praw zespołów i negocjować z władzami USAC zwiększenie wpływu na wizerunek serii (na wzór FOCA w Formule 1). Ich żądania zostały odrzucone w związku z czym w 1979 roku CART stworzyło konkurencyjną serię wyścigową która bardzo szybko zyskała na popularności, natomiast National Championship bardzo szybko straciła na znaczeniu. Pod opieką USAC poza niższymi seriami wyścigowymi pozostał jednak jeden ważny wyścig – Indianapolis 500 (aż do 1997 roku), który był głównym wyścigiem mającym wpływ na przyznawany teraz tytuł – USAC Gold Crown Championship (w latach 1980-1995).
W 1980 roku sezon miał się składać z 12 wyścigów organizowanych wspólnie z CART, jednak po 5 rundach USAC wycofał się z tej umowy. W kolejnych latach  sezon składał się tylko z kilku wyścigów, w tym część na torach ziemnych. Natomiast od sezonu 1984-1985 jedynym wyścigiem zaliczanym do klasyfikacji Gold Crown był Indianapolis 500.

## Mistrzowie
| Sezon | Kierowca          |  | Sezon | Kierowca        |
| ----- | ----------------- |  | ----- | --------------- |
| 1956  | Jimmy Bryan       |  | 1968  | Bobby Unser     |
| 1957  | Jimmy Bryan       |  | 1969  | Mario Andretti  |
| 1958  | Tony Bettenhausen |  | 1970  | Al Unser        |
| 1959  | Rodger Ward       |  | 1971  | Joe Leonard     |
| 1960  | A.J. Foyt         |  | 1972  | Joe Leonard     |
| 1961  | A.J. Foyt         |  | 1973  | Roger McCluskey |
| 1962  | Rodger Ward       |  | 1974  | Bobby Unser     |
| 1963  | A.J. Foyt         |  | 1975  | A.J. Foyt       |
| 1964  | A.J. Foyt         |  | 1976  | Gordon Johncock |
| 1965  | Mario Andretti    |  | 1977  | Tom Sneva       |
| 1966  | Mario Andretti    |  | 1978  | Tom Sneva       |
| 1967  | A.J. Foyt         |  | 1979  | A.J. Foyt       |

## Tytuły USAC Gold Crown Championship
| Sezon   | Kierowca           |
| ------- | ------------------ |
| 1980    | Johnny Rutherford  |
| 1981–82 | George Snider      |
| 1982–83 | Tom Sneva          |
| 1983–84 | Rick Mears         |
| 1984–85 | Danny Sullivan     |
| 1985–86 | Bobby Rahal        |
| 1986–87 | Al Unser           |
| 1987–88 | Rick Mears         |
| 1988–89 | Emerson Fittipaldi |
| 1989–90 | Arie Luyendyk      |
| 1990–91 | Rick Mears         |
| 1991–92 | Al Unser Jr.       |
| 1992–93 | Emerson Fittipaldi |
| 1993–94 | Al Unser Jr.       |
| 1994–95 | Jacques Villeneuve |

Tytuł przyznawano po Indianapolis 500, który był wyścigiem kończącym sezon według reguł ustalonych przez USAC (stąd wzięło się określenie sezonu w cyklu dwuletnim po roku 1980, sezon 1981-1982 składał się z dwóch wyścigów Indianapolis 500).